# Tachytrechus nitidus
Tachytrechus nitidus är en tvåvingeart som först beskrevs av Aldrich 1927.  Tachytrechus nitidus ingår i släktet Tachytrechus och familjen styltflugor.
Artens utbredningsområde är Arizona. Inga underarter finns listade i Catalogue of Life.